# Дозоло
Дозоло (итал. Dosolo) је насеље у Италији у округу Мантова, региону Ломбардија.
Према процени из 2011. у насељу је живело 1667 становника. Насеље се налази на надморској висини од 22 м.

## Становништво
| 1936. | 1951. | 1961. | 1971. | 1981. | 1991. | 2001. | 2011. |
| ----- | ----- | ----- | ----- | ----- | ----- | ----- | ----- |
| 4.324 | 4.101 | 3.546 | 3.564 | 3.378 | 3.160 | 3.104 | 3.385 |